# Casa Eltz

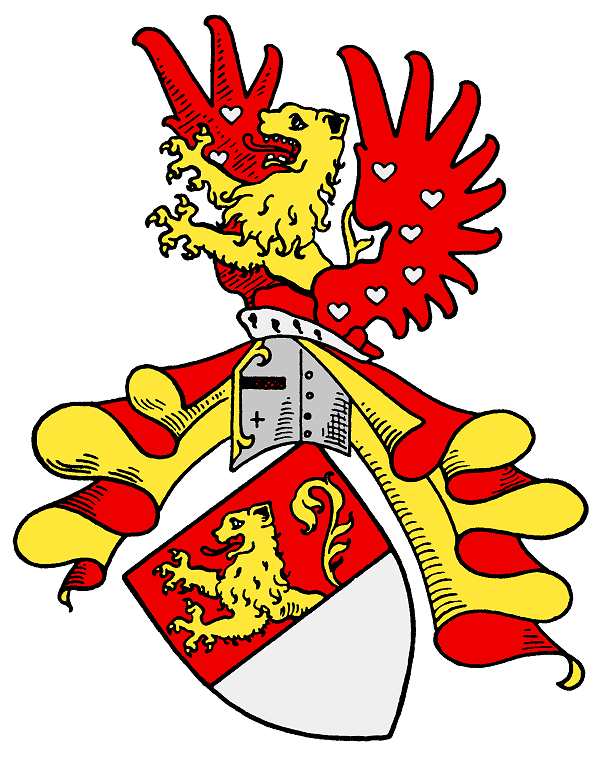
Brasão de armas da Casa Eltz

A Casa Eltz é uma conhecida família nobre alemã do Uradel. A dinastia da Renânia tem tido laços estreitos com o Reino da Croácia-Eslavônia desde 1736.

## História
Apesar de fontes mais velhas mencionarem um Eberhard zu Eltz, um cidadão franco de Tréveris, no final do século VII, o primeiro registro do nome ocorreu em 1157, quando Rudolph zu Eltz foi mencionado como testemunha da doação de um título de propriedade pelo Imperador Frederico I. Naquele tempo, Eltz vivia em uma pequena mansão, às margens do Rio Elz, um afluente do rio Mosela, no que hoje é o estado alemão de Renânia-Palatinado. Os membros da família tinham sido ministeriais e leais apoiadores da dinastia imperial Hohenstaufen. No início do século XIV, eles herdaram o Vogtei além da Rübenach, perto de Koblenz, uma propriedade da Abadia Imperial de São Maximin, em Tréveris. O Castelo Eltz foi construído no início do século XII, em um sítio que continha a maior casa do século IX, com uma simples fortificação de paliçada. Antes de 1268, três irmãos compartilharam a propriedade do castelo e ele foi mantido em conjunto por seus descendentes, os ramos de Kempenich, Rodendorf e Rübenach, até 1815, quando foi tomada pelo ramo Kempenich, que o possui até hoje.

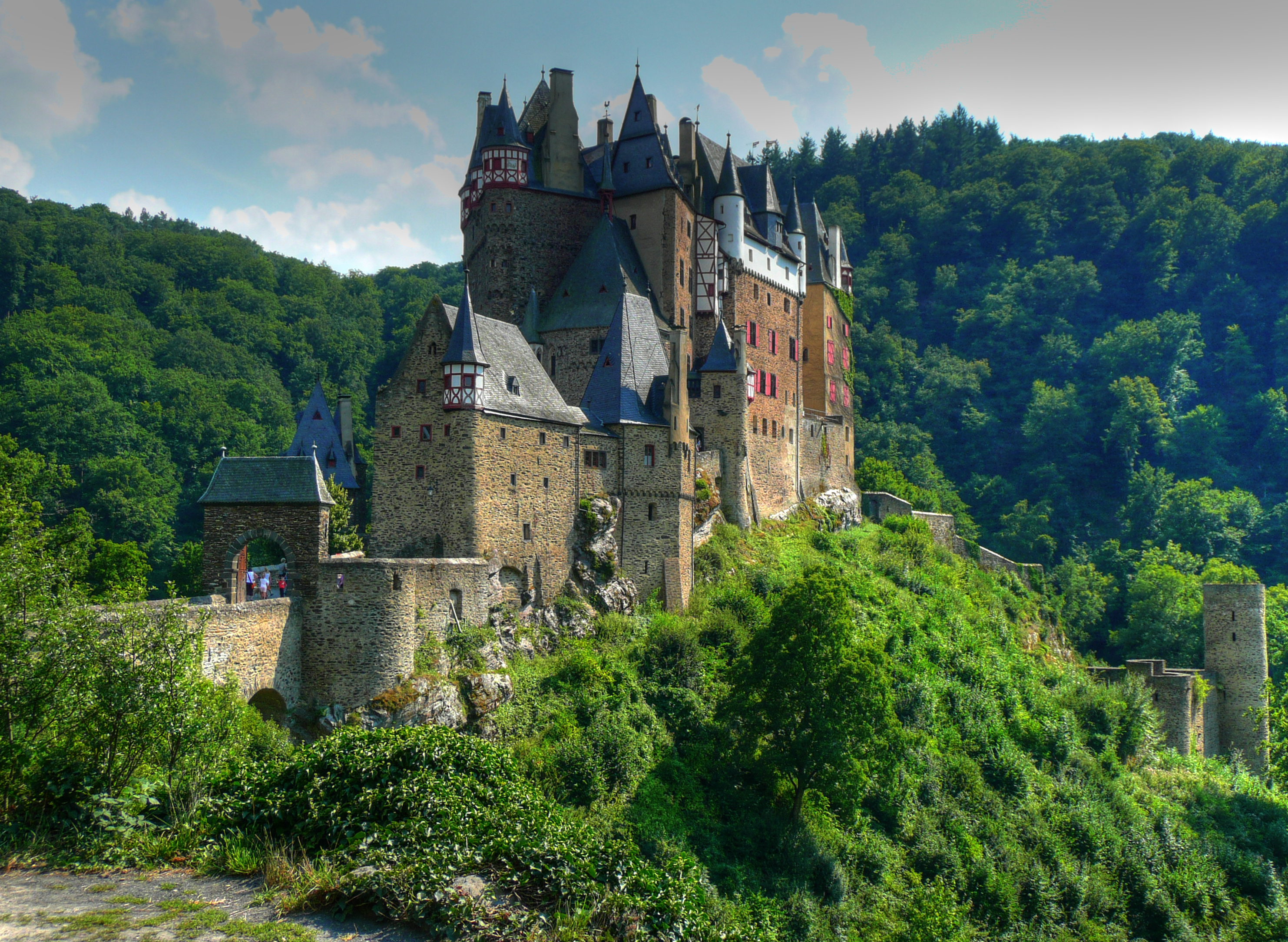
Castelo Eltz, de propriedade da família desde antes de 1157

De 1331 até 1336, os Eltz ficaram presos em uma feroz disputa com o poderoso Baldwin de Luxemburgo, então, Eleitor e Príncipe-Arcebispo de Trevéris, forçando seu reconhecimento como suserano deles, então, a família Eltz manteve-se vassala aos arcebispos de Trevéris. Em 1324 , o Papa João XXII tinha nomeado Canon Arnold von Eltz Príncipe-Bispo de Cammin, na Pomerânia, contra a resistência do Rei Luís IV. Robin von Eltz serviu como Mestre da [[Irmãos Livônios da Espada|Ordem Livoniana]], de 1385 até 1389. Canon Jakob zu Eltz foi eleito Príncipe-Arcebispo de Trievéris, em 1567. Ele foi um dos mais fortes campeões da Contra-Reforma e aliou-se com os Jesuítas, opondo-se às influências luterana e calvinista na região.
Em 1624, Hans Jakob zu Eltz recebeu o cargo hereditário de Marechal-de-Campo para o Eleitorado de Trevéris. Isso fazia dele o comandante militar supremo da região em tempos de guerra, inclusive líder dos vassalos nesta importante região do Sacro Império Romano. A Família Eltz, Cavaleiros Imperiais desde 1729, alcançaram sua maior influência com Karl Philipp von Eltz-Kempenich, desde 1732, Príncipe Eleitor e Arcebispo de Mainz e Arquichanceler Alemão, tornando-o o mais nobre e um dos mais poderosos príncipes católicos do norte dos Alpes. Como resultado de seu serviço durante os problemas da Reforma e durante as guerras contra o Império Otomano, a linhagem de Eltz fori premiada com o título de Reichsgrafen (Condes do Império) pelo imperador Habsburgo, Carlos VI, em 1733, em Viena. O privilégio adicional "Grande Palatinado" autorizava os Eltz a dar títulos de cavaleiro, em nome do Imperador, escolher tabeliões públicos, legitimar filhos ilegítimos, conferir brasões de armas e brasões, nomear juízes e escrivãos e liberar servos de serviço.

Em 1736, o Arcebispo de Karl Philipp von Eltz tinha adquirido o Senhorio de Vukovar, a leste da Eslavônia (atual Croácia), afiliado com a nobreza húngara. De 1749 até seus herdeiros, a Mansão Eltz estava de pé, a residência principal do Condes von e zu Eltz, até que a família foi expulsa pelo regime comunista da Iugoslávia, em 1945. Depois que a Croácia declarou a independência da Iugoslávia, Jakob Eltz voltou para a Croácia e como um cidadão naturalizado tornou-se um membro do novo Sabor, onde representou o Vukovar. Durante a Batalha de Vukovar, a Mansão Eltz, em Vukovar, foi destruída por um intenso bombardeio e os corpos da tumba Eltz foram profanados pelas forças sérvias. Jakob Eltz, com seus 70 anos, participou pessoalmente na defesa da cidade.[carece de fontes?]

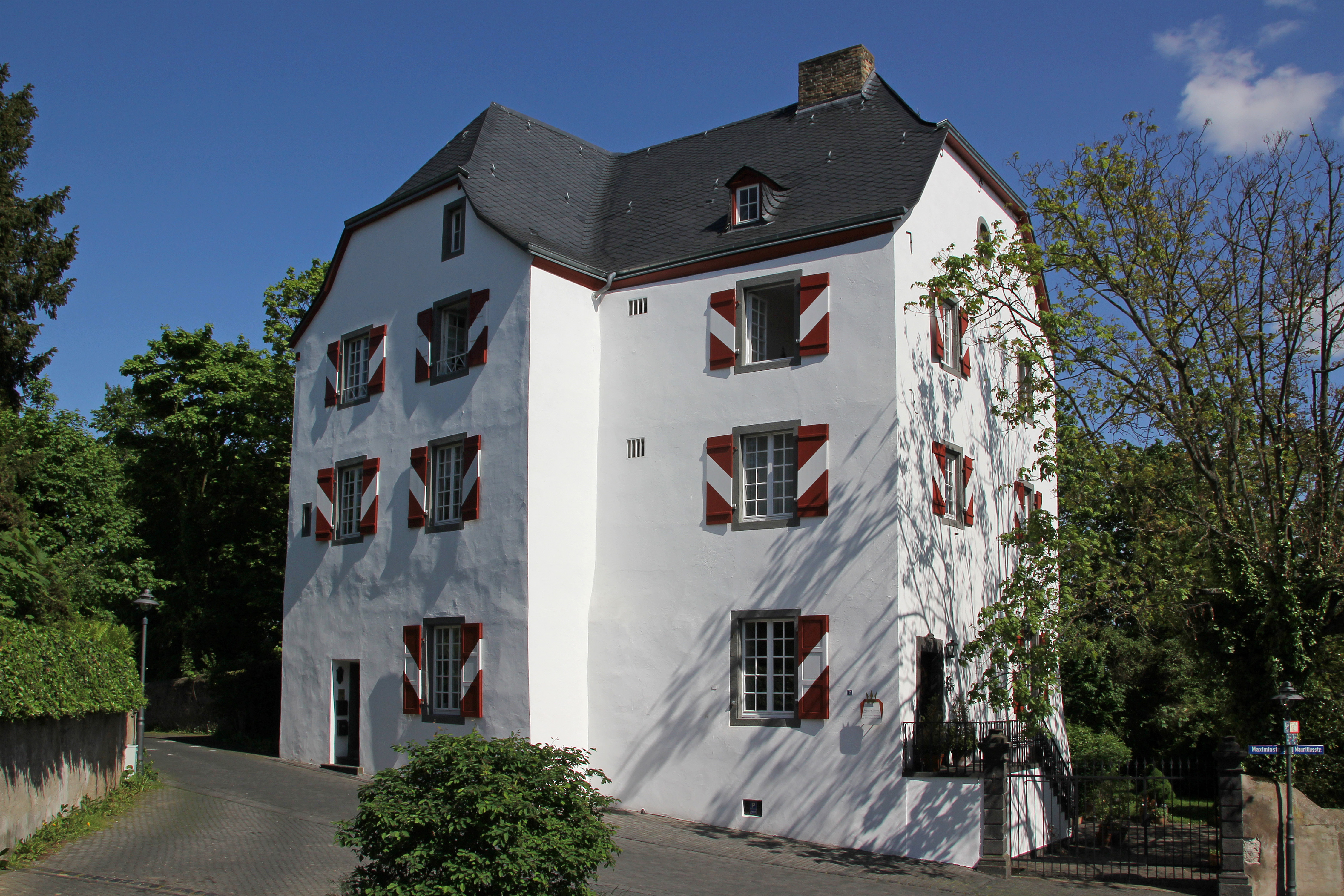
Casa dos Eltz, em Rübenach, perto de Koblenz, propriedade do ramo Rübenach desde 1316
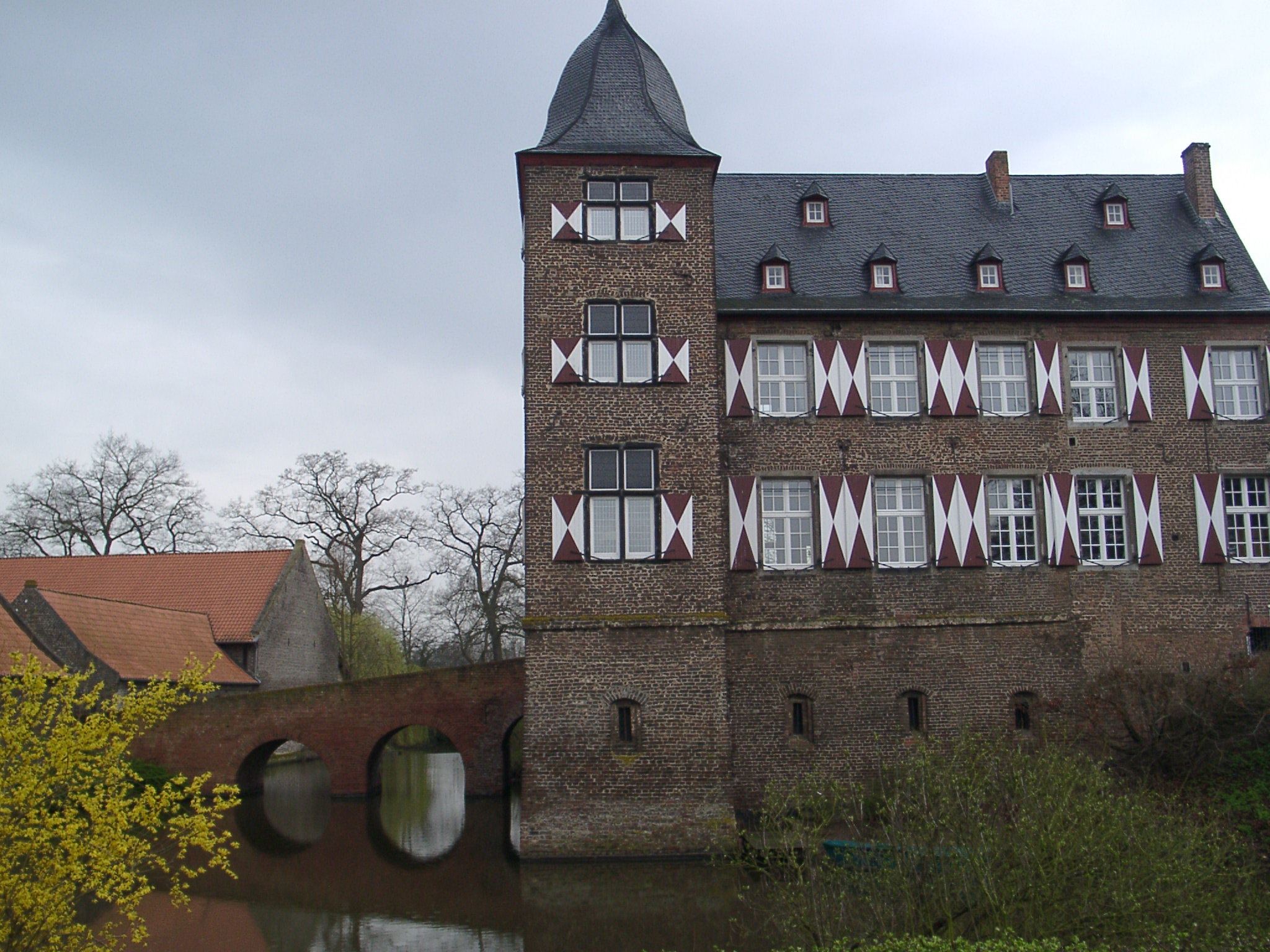
Castelo Kühlseggen, propriedade do ramo Rübenach desde 1836
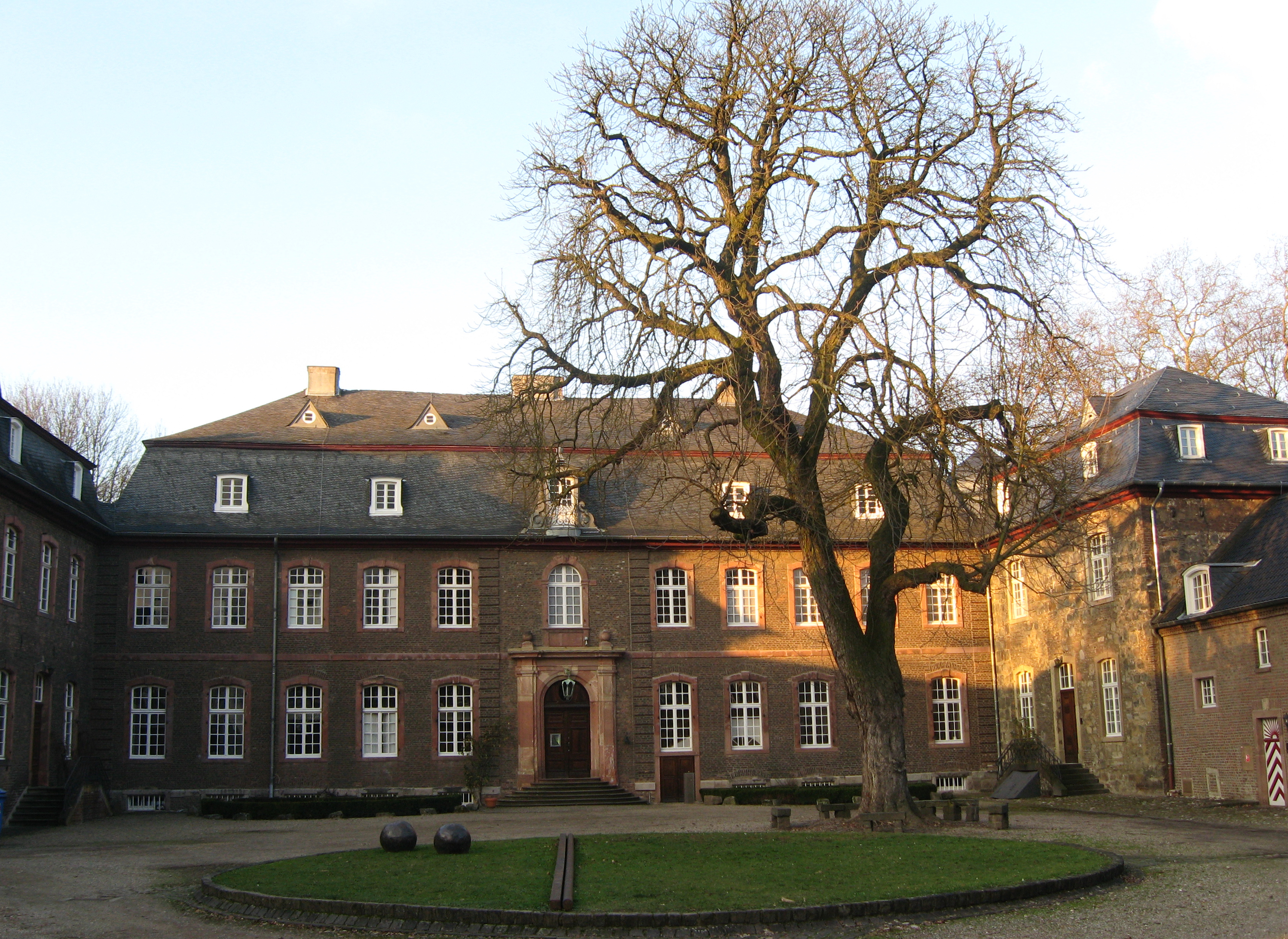
Castelo Wahn, propriedade do ramo Rübenach desde 1820
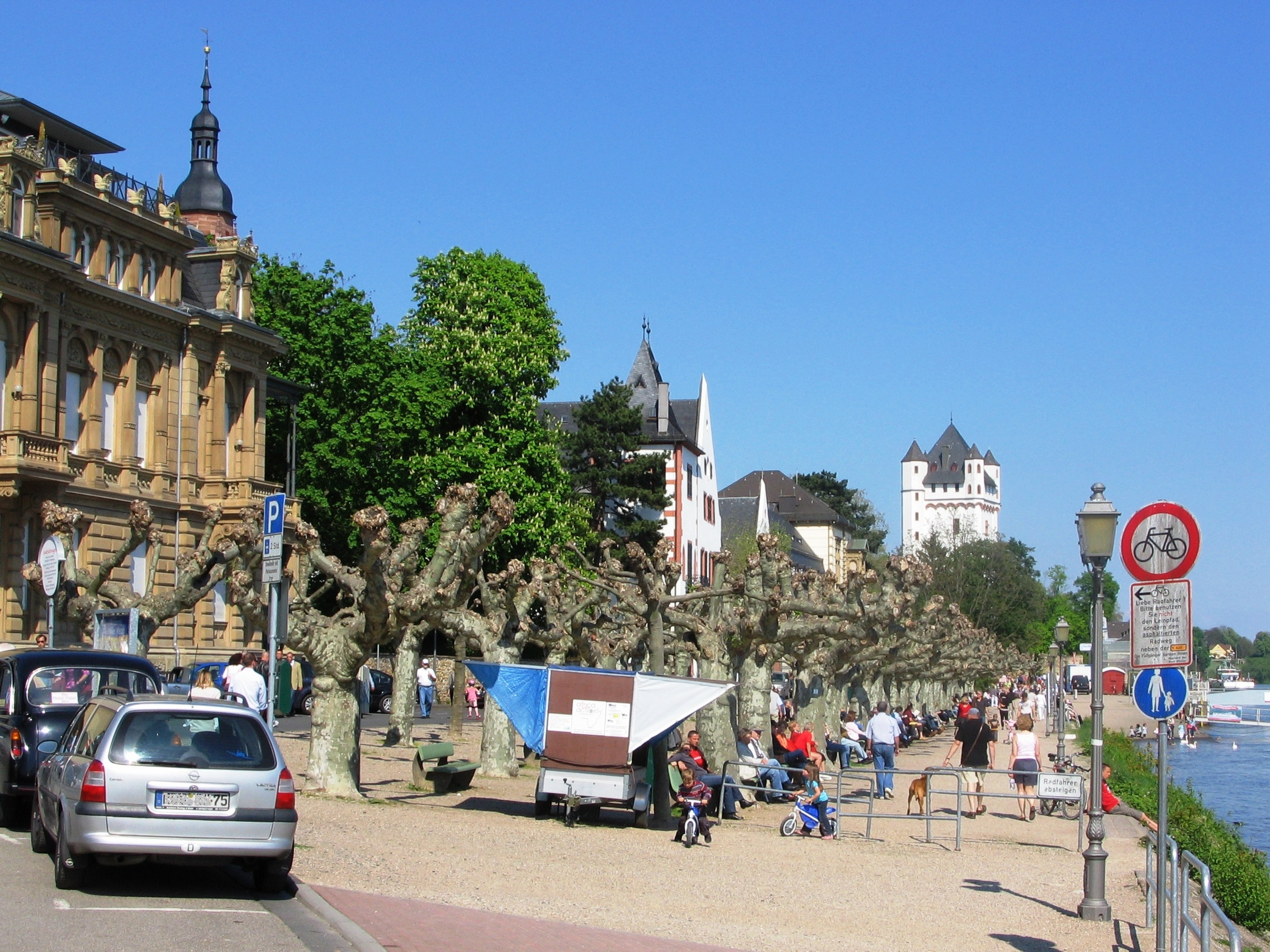
Palácio Eltzer(centro), em Eltville, às margens do Reno,  propriedade do ramo Kempenich desde 1629
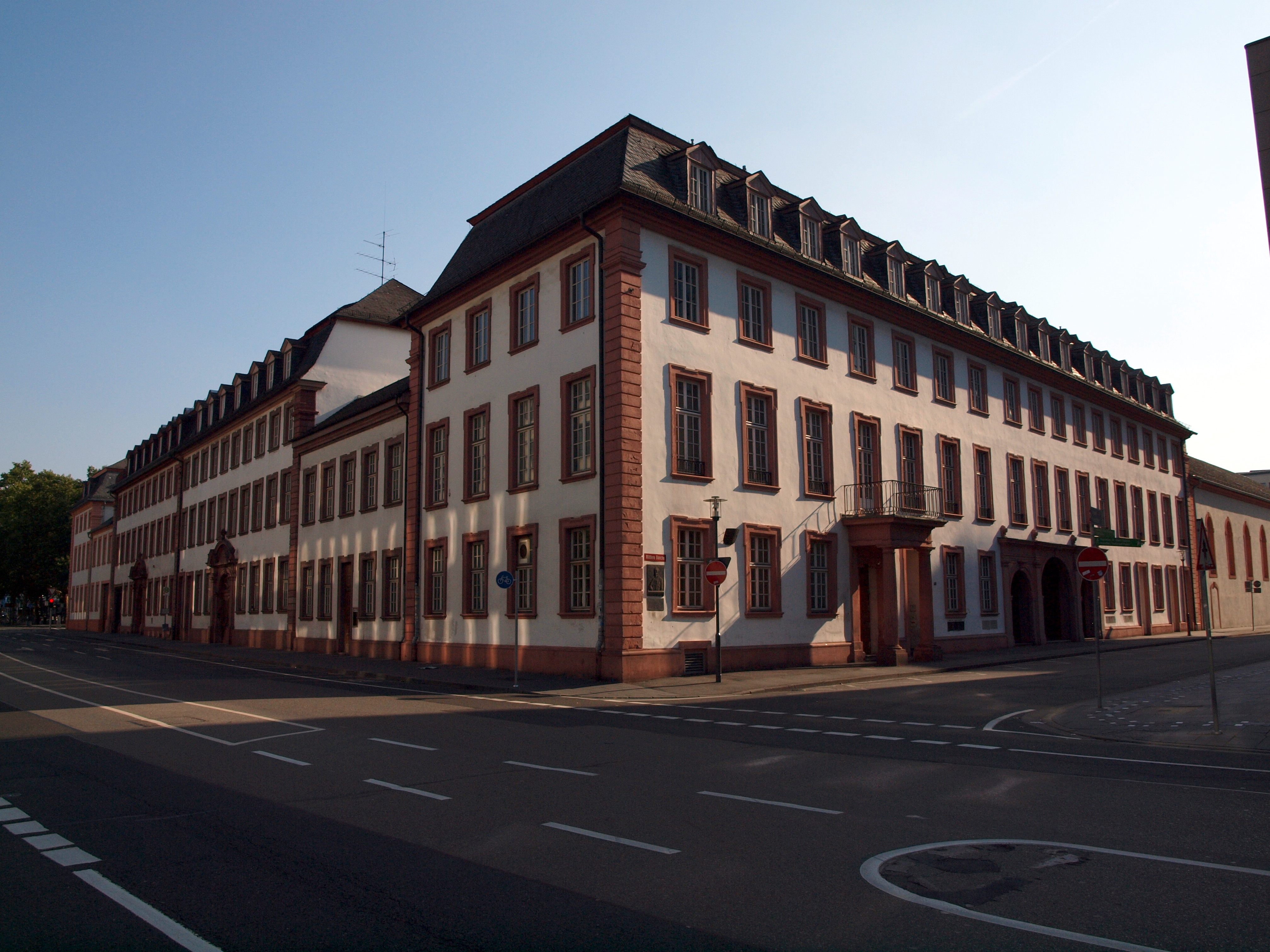
Ex-casa dos Eltz, em Mainz. Anteriormente Eltz-Kempenich
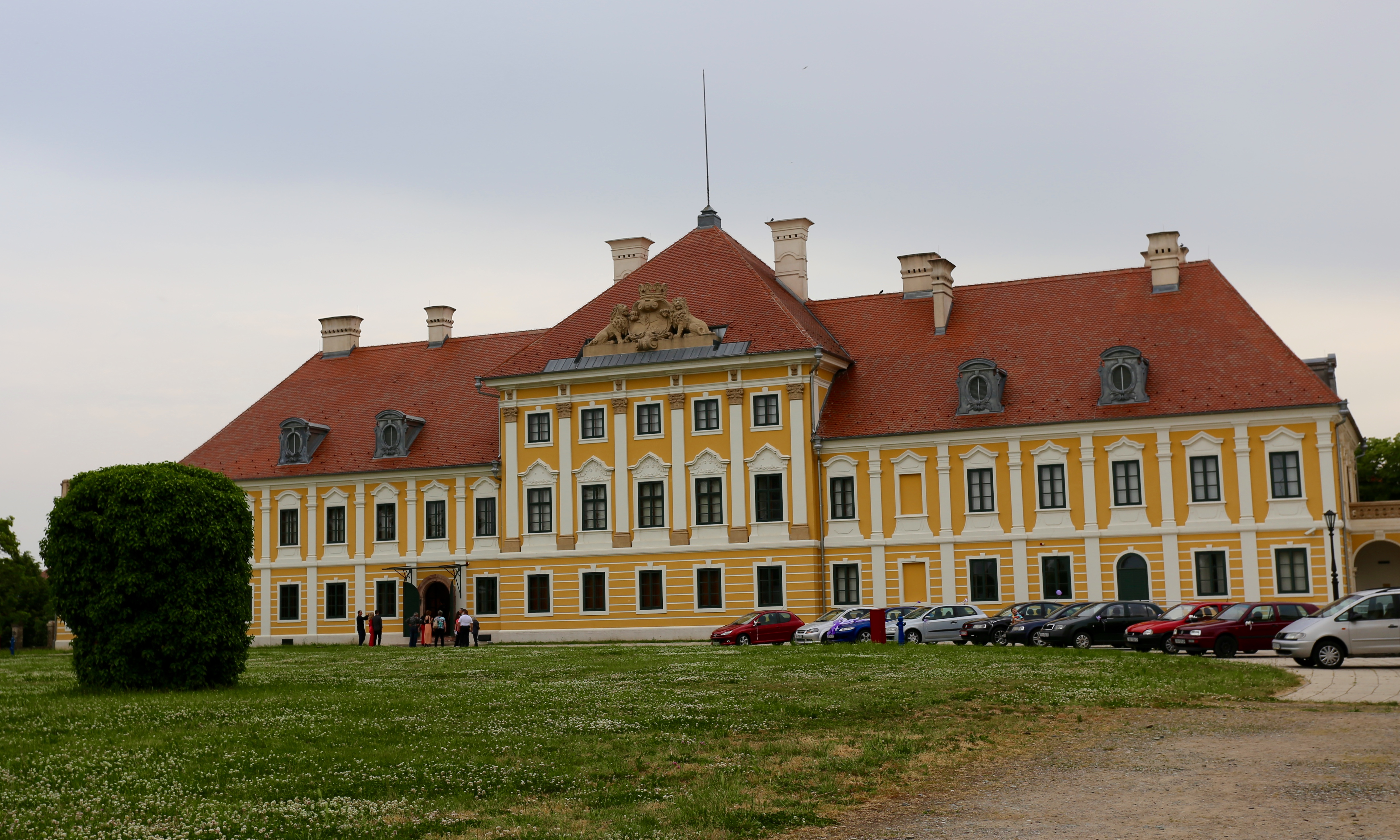
Mansão Eltz, em Vukovar, Croácia. Anteriormente Eltz-Kempenich

## Notáveis membros
- Jakob von Eltz-Rübenach (1510-1581), Príncipe Eleitor e Arcebispo de Tréveris, a partir de 1567
- Karl Philipp von Eltz-Kempenich (1665-1743), Príncipe Eleitor e Arcebispo de Mainz, a partir de 1732
- Paul Freiherr von Eltz-Rübenach (1875-1943), Ministro de Correio e Transporte do Reich, de 1932 até 1937

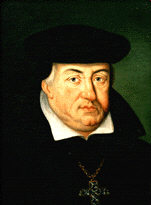
Jakob von Eltz-Rübenach (1510-1581), Príncipe Eleitor e Arcebispo de Tréveris
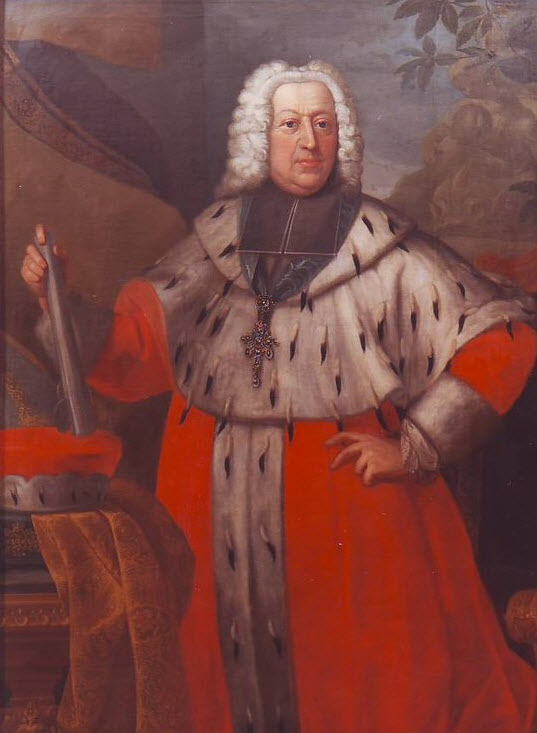
Karl Philipp von Eltz-Kempenich (1665-1743), Príncipe Eleitor e Arcebispo de Mainz
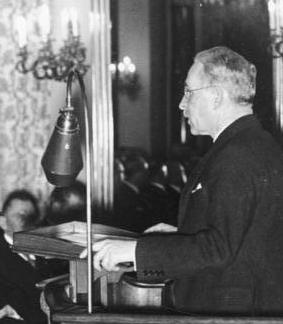
Paul Freiherr von Eltz-Rübenach (1875-1943), Ministro de Correio e Transporte do Reich, de 1932 até 1937